# Onard
Onard (en francès Onard) és un municipi francès situat al departament de les Landes i a la regió de la Nova Aquitània.

## Demografia
| 1962                                       | 1968 | 1975 | 1982 | 1990 | 1999 | 2007 | 2019 |
| ------------------------------------------ | ---- | ---- | ---- | ---- | ---- | ---- | ---- |
| 300                                        | 303  | 310  | 315  | 325  | 296  | 325  | 366  |
| Des de 1962: població sense dobles comptes |      |      |      |      |      |      |      |